# فيلوشن (كيكلاديس)
فيلوشن (Φιλότιον) هي مدينة في كيكلاديس في اليونان.